# Zaborze Północ
Zaborze Północ – dzielnica miasta Zabrze.